# Cupressus rushforthii
Cupressus rushforthii — вид хвойних рослин з родини кипарисових (Cupressaceae). Місцем проживання цього виду є Тибет.